# Wszystko jedno (album Zjawina)
Wszystko jedno – pośmiertny album polskiego producenta Zjawina. Na płycie znajduje się materiał wyprodukowany przez Zjawina w latach 2008-2011, na której wystąpili tacy raperzy jak Peja, Stasiak, VNM, Pezet, Chada, Sokół, Proceente czy Ten Typ Mes. Specjalny patronat nad projektem objęli: Aloha Entertainment, Alkopoligamia.com, Koka Beats, Step Records. Zyski z płyty zostaną przekazane rodzinie Zjawina.

## Lista utworów
CD 1
1. Wszystko Jedno
2. Automatic Man (wokal Zjawin)
3. The Way Of The White Clouds
4. Zostawić Cię (gośc. Pezet, Flow)
5. Miłość / Wolność / Samotność
6. Nadzieja / Nic Naprawdę
7. Ślub (gośc. Sokół & Marysia Starosta)
8. My Diamond Days
9. Anhedonia
10. Klub Załamańców (gośc. Masło, Chada)
11. Blood Sport
12. Afternoon
13. Make It Right (Wokal Zjawin)
14. Podróż W Nieznane
15. Idziesz (gośc. EmazetProcent, Łysonżi)
16. Król Dziwnych Myśli
17. Zegarmistrz Światła (gośc. WdoWa)
18. Untitled

CD 2
1. Głosy W Mojej Głowie (gośc. Żółf, VNM, Masło, Pjus, Stasiak, Proceente, Peja)
2. Giń, Kochanie! (Remix) (gośc. Ten Typ Mes)
3. Podróż Do Źródeł Czasu (Remix) (gośc. Proceente)
4. Ostatni Dźwięk (Remix) (gośc. Isa, Pezet)
5. Matki, Żony I Kochanki (Remix) (gośc. Pyskaty)
6. Emo (Remix) (gośc. Pezet/Małolat)